# 2011年國際足協女子世界盃外圍賽
2011年女子世界杯足球外围赛将决出15支出线队与东道主德國一起参加2011年國際足協女子世界盃，名额分配为：欧洲5.5席（含东道主德國），亚洲3席，中北美与加勒比海地区2.5席，南美洲2席，非洲2席及大洋洲1席。

## 亚洲
2010年女子亚洲杯足球赛将同时作为2011年女子世界杯足球赛亚洲区外围赛，获得该项赛事前3名的球队将晋级决赛圈，最终 、 和 日本获得前三名，晋级决赛圈，而 中國由于在季军战中不敌日本队，首次无缘世界杯决赛圈比赛。

## 中北美及加勒比海地区
中北美及加勒比海地区预选赛共有26支队伍参加，决赛阶段共有8队。其中美国、墨西哥、加拿大直接进入决赛阶段，其余名额包括中美洲预选赛的前两名以及加勒比海地区预选赛前三。最终， 加拿大与 墨西哥直接晋级世界杯决赛圈，而 美国需要与欧洲区第五名 義大利进行#洲際附加賽，以争取世界杯决赛圈席位。

### 中美洲区预选赛
中美洲区预选赛共有 、 薩爾瓦多、 、 、 尼加拉瓜以及 6支球队参赛，分成2个小组进行单循环赛。最终， 和 晋级中北美区预选赛决赛圈。

### 加勒比海地区预选赛
加勒比海地区预选赛共分两阶段。

#### 第一阶段
第一阶段共有15支队参赛，分成5个小组进行但循环赛，小组第一进以及第二名中成绩最好的球队进入第二阶段比赛。分组及晋级球队：
- A组：
  -   晋级
  -  苏里南
- B组：
  -  波多黎各 晋级
  -  圣基茨和尼维斯
  -  多米尼克
- C组：
  -  圣卢西亚 晋级
  -  安地卡及巴布達 晋级
  -  美屬維爾京群島
- D组：
  -  海地 晋级
- E组：
  -   晋级
  -  格瑞那達

#### 第二阶段
第一阶段六支晋级队 、 波多黎各、 圣卢西亚、 海地、 、 安地卡及巴布達和直接进入第二阶段的 千里達及托巴哥、 古巴共8支球队分成2个小组进行单循环赛，小组第一进入中北美洲区预选赛决赛圈，而小组第二则进行附加赛，胜者同样进入中北美洲区预选赛决赛圈。分组及晋级球队：
- F组：
  -  千里達及托巴哥 晋级
  -  圣卢西亚
- G组：
  -  海地 晋级
  -  古巴
  -  波多黎各
  -  安地卡及巴布達

附加赛：
 古巴以两回合总比分2:3不敌 

### 中北美洲区预选赛决赛圈
决赛圈共8支队参赛，分成2个小组，进行单循环赛，小组前2名进行交叉淘汰赛，胜者争夺冠军并直接晋级世界杯决赛圈，负者争夺季军并与欧洲区预选赛第5名争夺决赛圈席位。

#### 分组
- A组：
  -  加拿大 小组晋级
  -  墨西哥 小组晋级
  -  千里達及托巴哥
- B组：
  -  美国 小组晋级
  -   小组晋级
  -  海地

#### 半决赛
- 加拿大 4:0
- 美国 1:2  墨西哥

#### 三四名决赛
- 美国 3:0

#### 决赛
- 加拿大 1:0  墨西哥

## 南美洲
2010年南美洲女子冠军杯足球赛同时作为2011年女子世界杯足球赛南美洲区的预选赛，比赛于2010年11月在厄瓜多尔举行，共有10支队伍参赛，分成2个小组进行单循环赛，小组前2名再进行单循环赛，最终前2名 巴西和 哥伦比亚晋级决赛圈。

### 预赛
- A组：
  -  智利 小组晋级
  -  阿根廷 小组晋级
  -  玻利维亚
  -  秘魯
- B组：
  -  巴西 小组晋级
  -  哥伦比亚 小组晋级
  -  巴拉圭
  -  委內瑞拉
  -  乌拉圭

### 决赛
- -  巴西 晋级
  -  哥伦比亚 晋级
  -  智利
  -  阿根廷

## 欧洲
欧洲是预选赛开始最早的大洲，抽签仪式于2009年3月17日进行，共有41支球队参加，分两阶段进行。最终， 法國、 挪威、 瑞典和 英格兰晋级决赛圈， 義大利与中北美及加勒比海地区第三名 美国争夺决赛席位。

### 第一阶段
41支球队被分成8个小组，其中一个小组有6支队伍，其余7个小组均有5支队伍。小组内进行双循环赛，比赛从2009年9月开始一直持续到2010年8月，各个小组第一进入第二阶段比赛。

#### 分组[2]
- A组：
  -  法國 晋级
  -  冰島
  -  塞爾維亞
  -  北爱尔兰
  -  爱沙尼亚
- B组：
  -  挪威 晋级
  -  荷蘭
  -  白俄羅斯
  -  斯洛伐克
  -  北馬其頓
- C组：
  -  丹麦 晋级
  -  苏格兰
  -  希腊
  -  保加利亚
- D组：
  -  乌克兰 晋级
  -  波蘭
  -  匈牙利
  -  羅馬尼亞
- E组：
  -  英格兰 晋级
  -  西班牙
  -  奥地利
  -  土耳其
  -  馬爾他
- F组：
  -  瑞士 晋级
  -  俄羅斯
  -  愛爾蘭
  -  以色列
- G组：
  -  義大利 晋级
  -  芬兰
  -  葡萄牙
  -  斯洛維尼亞
  -  亞美尼亞
- H组：
  -  瑞典 晋级
  -  捷克
  -  比利时

### 第二阶段
主客场制比赛，于2010年9月进行。8个小组第一进行交叉淘汰，胜者晋级决赛圈，负者则继续进行交叉淘汰赛，决出一个名额和中北美区第三名 美国进行#洲際附加賽，以争取世界杯决赛圈席位。

#### 四分之一决赛

##### 第一回合
- 瑞典 2:1  丹麦
- 乌克兰 0:1  挪威
- 法國 0:0  義大利
- 英格兰 2:0  瑞士

##### 第二回合
- 丹麦 2:2 (3:4)  瑞典
- 挪威 2:0(3:0)  乌克兰
- 義大利 2:3 (2:3)  法國
- 瑞士 2:3 (2:5)  英格兰

#### 附加赛

##### 半决赛第一回合
- 乌克兰 0:3  義大利
- 丹麦 1:3  瑞士

##### 半决赛第二回合
- 義大利 0:0 (3:0)  乌克兰
- 瑞士 0:0 (3:1)  丹麦

##### 决赛第一回合
- 義大利 1:0  瑞士

##### 决赛第二回合
- 瑞士 2:4 (2:5)  義大利

## 洲際附加賽
- 2010年11月20日 (在意大利)  義大利 0:1  美国
- 2010年11月27日 (在美国)  美国 1:0  義大利

美国晋级决赛圈。